# August Petri
Karl August Petri (1878 - ?) va ser un tirador d'esgrima alemany que va competir a començaments del segle xx.
El 1906 va prendre part en els Jocs Intercalats d'Atenes, on guanyà la medalla d'or en la competició de sabre per equips del programa d'esgrima. En aquests mateixos Jocs disputà quatre proves més, amb una cinquena posició en la prova d'espasa per equips com a millors resultats.
El 1908 va prendre part en els Jocs Olímpics de Londres, on disputà quatre proves del programa d'esgrima. Destaca la cinquena posició en les proves d'espasa per equips i sabre per equips.